# محمود نیلی احمدآبادی
محمود نیلی احمدآبادی (زاده ۱۳۳۵)، استاد تمام گروه مهندسی متالورژی و مواد دانشکده فنی دانشگاه تهران و رئیس سابق دانشگاه تهران است. نیلی احمدآبادی که بیش از ۷ سال ریاست دانشگاه تهران را بر عهده داشت بلافاصله پس از طرح درخواست آزادی کسری نوری از غلامحسین محسنی اژه‌ای برکنار شد.

## تحصیلات
محمود نیلی احمدآبادی، فارغ‌التحصیل مقطع کارشناسی دانشگاه شیراز در سال ۱۳۶۰ بوده و تحصیلات خود در مقطع کارشناسی ارشد را در دانشگاه صنعتی شریف در گرایش شناسایی و انتخاب مواد در سال ۱۳۶۷ و در مقطع دکتری در دانشگاه توهوکو ژاپن در سال ۱۳۷۳ به پایان رسانده‌است.

### سوابق علمی
- انتشار ۷۵ مقاله در مجلات علمی ISI
- انتشار ۹۰ مقاله در کنفرانس‌های مختلف
- داوری ۵۰ مجله ISI
- کسب رتبه در جشنواره بین‌المللی خوارزمی
- استاد نمونه دانشگاه تهران
- مجری بیش از ۳۰ پروژه پژوهشی
- دریافت جایزه بین‌المللی COMSTEC[۷]

## سوابق اجرایی
- معاون نیروی هوایی سپاه پاسداران انقلاب اسلامی
- رئیس انجمن مهندسی متالورژی
- معاون پژوهشی دانشکده فنی دانشگاه تهران
- رئیس پردیس دانشکده‌های فنی دانشگاه تهران[۲]

## نامزدی وزارت علوم، تحقیقات و فناوری
پس از استیضاح رضا فرجی دانا، در مهرماه ۱۳۹۳ محمود نیلی احمدآبادی طی نامه‌ای توسط رئیس‌جمهور به عنوان وزیر پیشنهادی علوم، تحقیقات و فناوری به مجلس معرفی گردید.
جلسه بررسی صلاحیت نیلی در روز چهارشنبه ۷ آبان ۱۳۹۳، در مجلس شورای اسلامی برگزار گردید و نیلی به دلیل آنچه از سوی نمایندگان انتساب به فتنه ۸۸ خوانده شد، با کسب ۷۹ رأی موافق، ۱۶۰ رأی مخالف و ۷ رأی ممتنع از مجموع ۲۴۶ رأی مأخوذه، موفق به کسب رأی اعتماد از مجلس نگردید.
نیلی پیش‌تر جزو ۲۵۵ نفر اساتید اصلاح طلبی بود که پیش از یازدهمین دورهٔ انتخابات ریاست جمهوری حمایت خود را از حسن روحانی رئیس‌جمهور اعلام کرده بودند.

## ریاست دانشگاه تهران
چند ماه پس از آغاز کار دولت حسن روحانی، رضا فرجی دانا، وزیر علوم، تحقیقات و فناوری در خرداد ۱۳۹۳ محمود نیلی احمدآبادی را به عنوان سرپرست دانشگاه تهران منصوب نمود و به شورای عالی انقلاب فرهنگی کرد. پس از معرفی نیلی، غلامعلی حداد عادل، رئیس فراکسیون اصولگرایان مجلس شورای اسلامی، اعلام کرد که انتخاب سرپرست دانشگاه تهران منجر به تیره شدن روابط مجلس و وزارت علوم می‌شود. انتصابات فرجی دانا موجب شد او پس از نه ماه وزارت در ۱۳۹۳ توسط مجلس استیضاح و برکنار شود.

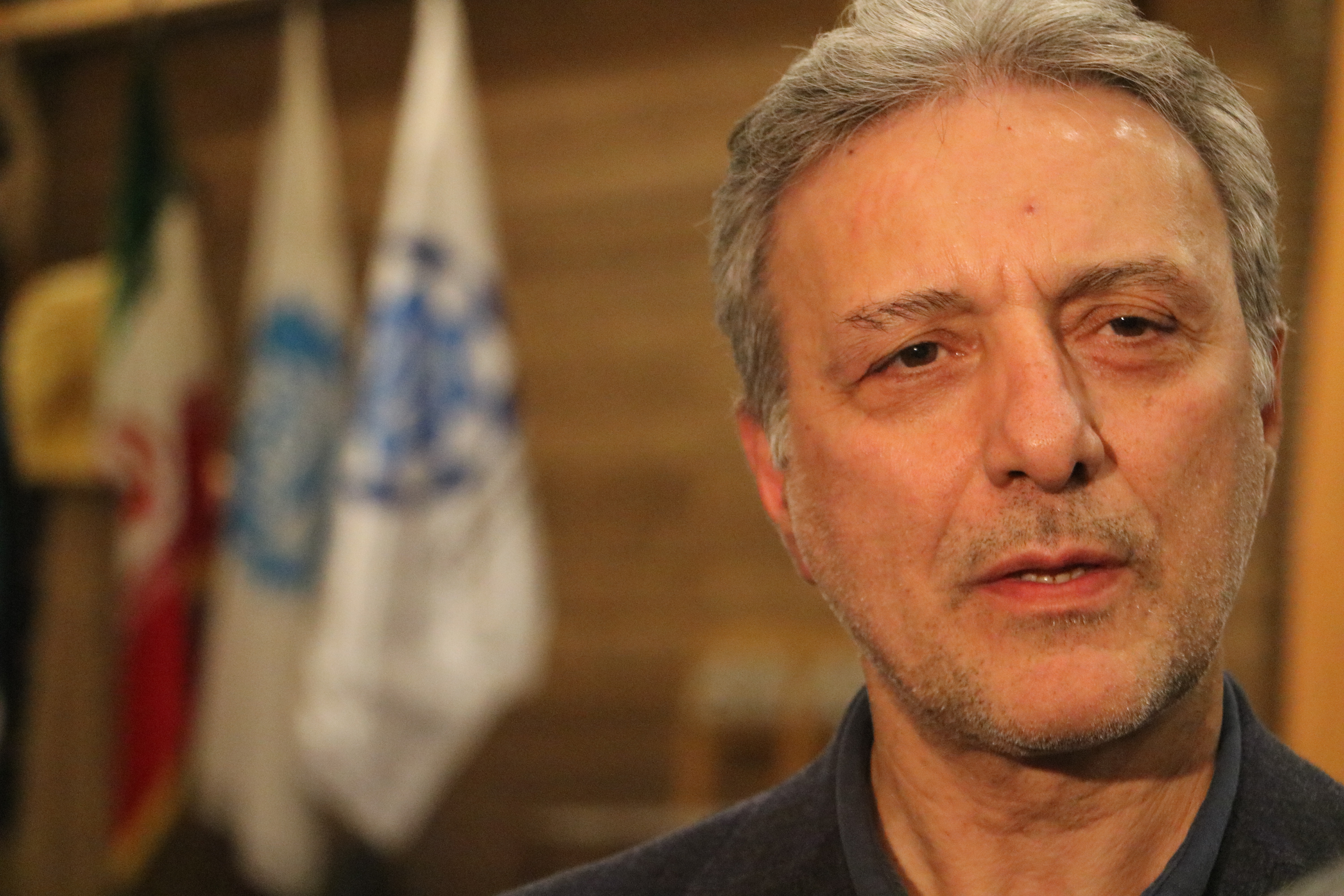
نیلی احمدآبادی، در جشن بیستمین سالگرد تأسیس کانون‌های فرهنگی، هنری، اجتماعی و دینی دانشگاه تهران

دی ماه ۱۳۹۳، محمد فرهادی، وزیر جدید علوم مجددا محمود نیلی احمدآبادی را برای تصدی ریاست دانشگاه تهران به شورای عالی انقلاب فرهنگی معرفی کرد. به دلیل مخالفت تعداد زیادی از اعضاء شورای عالی انقلاب فرهنگی با ریاست نیلی بر دانشگاه تهران، فرایند رأی اعتماد این شورا به نیلی برای ریاست دانشگاه تهران، طولانی شد، تا اینکه پس از تأیید شورای عالی انقلاب فرهنگی تعیین رؤسای دانشگاه‌ها به هیئتی پنج نفره متشکل از وزیر علوم، تحقیقات و فناوری، وزیر بهداشت، رئیس نهاد نمایندگی مقام رهبری در دانشگاه‌ها، دبیر شورای عالی انقلاب فرهنگی، رئیس هیئت نظارت و بازرسی شورای عالی انقلاب فرهنگی واگذار گردید و در نهایت خرداد ۱۳۹۴ محمد فرهادی، وزیر علوم وقت با تأیید هیئت پنج نفره محمود نیلی احمدآبادی را به عنوان رئیس دانشگاه تهران منصوب کرد.

### انتصاب محمدباقر قالیباف به عنوان مشاور عالی
نیلی احمدآبادی اسفند ۱۳۹۴ محمدباقر قالیباف را به عنوان مشاور عالی خود در دانشگاه تهران منصوب کرد. در بخشی از حکم نیلی احمدآبادی به قالیباف آمد: نظر به ماموریت‌های مهم و راهبردی دانشگاه در تحقق اهداف نظام در حوزه علم و فناوری و نقش آفرینی بیشتر در عرصه بین‌المللی و ایجاد دانشگاه «کارآفرین» و «اخلاق مدار»، و با عنایت به مراتب تعهد، تخصص و تجارب ارزشمند جناب‌عالی، بدین‌وسیله شما را به عنوان مشاور خود در امور برنامه‌ها و طرح‌های توسعه دانشگاه تهران منصوب می‌کنم.

### ریاست هیئت ویژه گزارش ملی سیلاب‌ها
حسن روحانی، رئیس‌جمهور وقت در فروردین ۱۳۹۸ محمود نیلی احمدآبادی را به عنوان رئیس هیئت ویژه گزارش ملی سیلاب‌ها معرفی کرد.
روحانی در همین زمینه از نیلی احمدآبادی خواست تا ریاست «هیئت ویژه گزارش ملی سیلاب‌ها» با عضویت شخصیت‌های علمی مستقل و خبره در تخصص‌های مرتبط را به عهده گیرد و طی مدت شش ماه گزارش نهایی خود را به دفتر رئیس‌جمهور ارسال کند.

### برکناری از ریاست دانشگاه
تیر ۱۴۰۰ اخراج کسری نوری، دانشجوی زندانی از دانشگاه تهران رسانه‌ای شد. بنابر گزارش‌ها این حکم اخراج سه مرتبه کمیسیون موارد خاص بررسی شده و سرانجام ۲۴ اسفند ۱۳۹۹ نیلی احمدآبادی، رئیس وقت دانشگاه، شخصاً حکم اخراج او را تأیید و اعلام کرده بود. پس از رسانه‌ای شدن این موضوع که واکنش‌های زیادی را به دنبال داشت نهایتاً حکم اخراج لغو شد.
۲۹ شهریور ۱۴۰۰، نیلی احمدآبادی در نامه‌ای به محسنی اژه‌ای، رئیس قوه قضائیه، خواستار آزادی کسری نوری شد و یک روز بعد از این درخواست از ریاست دانشگاه تهران برکنار و سید محمد مقیمی جانشین او شد. صادق زیباکلام این برکناری را فضاحت بار توصیف کرد.
نیلی احمدآبادی در گفت‌وگو با ایسنا عنوان کرده بود با توجه به این که کسری نوری نیمی از دوره حبس خود را گذرانده‌است قانون اجازه آزادی او را بر اساس این شرایط می‌دهد و نسبت به موافقت قوه قضائیه با درخواست آزادی نوری ابراز امیدواری کرده بود.
گفته شد بسیج دانشگاه روز انتشار نامه برای کسری نوری، انتقادهای تند و تیزی را همراه با برخی نهادهای بیرون دانشگاه متوجه رئیس دانشگاه تهران کردند، کار تا تهدید نیلی احمدآبادی پیش رفت و نهایتاً برکنار شد.
منابع آگاه گفتند ۲۴ ساعت پیش از برکناری نیلی احمدآبادی، وزارت علوم تحت فشار برای اقدام به انتصاب سرپرست جدید برای دانشگاه تهران قرار گرفته بود.
رسانه‌های نزدیک به دستگاه‌های امنیتی نوشت وزیر علوم در حکمی، محمود نیلی احمدآبادی را از کار برکنار کرد و نامهٔ درخواست آزادی نیلی احمدآبادی را نمایشی خواند و کسری نوری را اغتشاشگر گلستان هفتم معرفی کرد.
علی کریمی فیروزجایی، دبیر هیئت رئیسه مجلس ۳۱ شهریور ۱۴۰۰ در گفت‌وگویی برکناری نیلی احمدآبادی را تکذیب کرد و انتصاب همراه و همفکر خود را حق ابراهیم رئیسی دانست.
محمدعلی زلفی‌گل، وزیر علوم ۱ مهر ۱۴۰۰ با تکذیب خبر برکناری گفت؛ تغییر رئیس دانشگاه تهران هیچ ارتباطی به نامه نگاری او با ریاست قوه قضاییه ندارد و این جابجایی بر اساس روال کاری و بر مبنای اصول تخصصی و مدیریتی انجام شده‌است.
صادق زیباکلام، استاد علوم سیاسی ۲ مهر ۱۴۰۰ در همین رابطه گفت؛ آنقدر با عجله محمود نیلی را برکنار نمودند که حتی فرصتی برای تعیینِ جانشین وی هم به خود ندادند و علت برکناری نیلی احمدآبادی را نامه به قوه قضائیه برای آزادی کسری نوری عنوان کرد که به گفتهٔ او باعث غضب مسئولینی شد که در سخنرانی‌هایشان رأفت پیامبر و مدارای امام جعفر صادق با مخالفین را تذکر می‌دهند.
روزنامه اعتماد در سرمقاله خود نوشت در هفته گذشته شاهد اتفاق نادری در کشور بودیم؛ برکناری عجولانه رئیس دانشگاه تهران، نشانه بدی برای جامعه علمی کشور است.